# Explode (álbum)
Explode é um álbum da banda portuguesa The Gift, lançado em 2011.
O álbum foi disponibilizado no site da banda, ao preço que o consumidor desejasse pagar. Para receber as onze músicas do álbum, os interessados tiveram de se inscrever no site da banda, recebendo no seu email uma música por dia, sendo a primeira intitulada "RGB".
Para apresentar as novas canções a banda programou para Março do mesmo ano, uma série de concertos no Tivoli, em Lisboa, e um em Madrid, em Maio. 
O álbum em suporte físico foi colocado à venda em meados de Março de 2011. Esta edição é acompanhada de diversas fotografias dos membros da banda nas celebrações Holi dos hindus como se mostra na capa do álbum.
No início do ano 2012, o site Art Vinyl elege o disco Explode, como uma das melhores capas do ano 2011. O álbum ficou em 27º lugar, numa lista de 50 melhores capas que inclui nomes como Coldplay, The Strokes e Jay-Z.

## Made for You
No dia 10 de Março, foi revelado pela banda que antes do lançamento digital do álbum, já havia uma música a ser ouvida no Youtube. O vídeo que há duas semanas se podia ver no YouTube como sendo de uma nova dupla, formada pelos actores Lukas Haas e Isabel Lucas, os Lucas/Lukas, afinal, era o videoclip de um dos temas do novo disco dos The Gift. Foi apenas uma brincadeira na qual o actor norte-americano e a actriz australiana aceitaram participar, como Joaquin Phoenix fez com o seu "I Am Still Here", como Banksy fez com o seu "Exit through The Gift Shop" ou como Orson Welles fez há algumas décadas. A realização do videoclip para "Made for You" ficou a cargo de Carleton Ranney.

## Faixas
Aquando do anúncio do nome do álbum, foram também antecipados nomes de três músicas, sendo assim anunciado que: o primeiro single teria o nome "RGB", o álbum incluiria uma música em português de nome "Primavera", e uma outra música seria intitulada "Race is Long".
1. Let It Be by Me
2. Made For You
3. RGB
4. Mermaid Song
5. The Singles
6. Primavera
7. Aquatica
8. My Sun
9. Suit Full of Colours
10. Race is Long
11. Always Better if You Wait for the Sunrise
12. The Mother of My Mother (Faixa Bónus apenas na Edição Especial) (^)

(^) Edição Especial: No seu lançamento esta edição continha um livro, uma faixa bónus e um DVD extra com o "making of" do álbum e um conjunto de fotos da viagem da banda à Índia.
| Críticas profissionais | Críticas profissionais |
| Avaliações da crítica  | Avaliações da crítica  |
| Fonte                  | Avaliação              |
| ---------------------- | ---------------------- |
| *allmusic              | 3.5 de 5 estrelas.     |